# Kolunićev zbornik
Kolunićev zbornik je dovršen 7. srpnja 1486. u Knežoj Vasi kod Otočca. Pisan je poluustavnom glagoljicom na čakavskom, s elementima kajkavskoga. Pisan je na 127 listova pergamene. Prepisivač se sam predstavlja kao   »Broz žakan z Bužan od Kacitić z Dubovika«. Zbornik se čuva u knjižnici HAZU.
Zbornik sadrži razne korizmene propovijedi, s raspravom o sedam smrtnih grijeha.

## Poveznice
- Tkonski zbornik
- Broz Kolunić
- Kosinjska tiskara